# Araeomorpha limnophila
Araeomorpha limnophila är en fjärilsart som beskrevs av Turner 1937. Araeomorpha limnophila ingår i släktet Araeomorpha och familjen Crambidae. Inga underarter finns listade i Catalogue of Life.